# Šumsko područje Bukov Do
Šumsko područje Bukov Do nalazi se u općini Ljubinje u istočnoj Hercegovini. Na površini od 100 hektara 1966. godine proglašen je (upravljani) prirodni rezervat Bukov Do. Tijekom i nakon rata u BiH posječena je sva šuma koju su činila stabla javora, jasena, hrasta, bukve, lijeske i ive. Danas je ovo područje obraslo rijetkom šikarom.